# Болл, Марша
Марша Болл (англ. Marcia Ball; род. 20 марта 1949, Ориндж, Техас, США) — американская блюзовая пианистка и певица, автор песен. Номинант Грэмми (1999, 2004, 2006, 2009, 2012) . 11-кратный лауреат Blues Music Awards в номинациях «Блюзовый пианист»/«Премия Пайнтопа Перкинса» (2005—2007, 2009, 2012, 2015, 2019), «Исполнительница современного блюза» (1998, 2004),  «Альбом года» (2002),  «Альбом современного блюза» (2004), 27-кратный номинант Blues Music Awards в номинациях «Блюзовый пианист»/«Премия Пайнтопа Перкинса» (1995—2004), «Исполнительница современного блюза» (1991, 1995, 1996, 1997, 1999² — 2007, 2009, 2015),  «Песня года» (1995, 2004), «Блюзовая исполнительница» (1995), «Альбом современного блюза» (1999, 2002, 2006),  «Артист года»/«Премия Би Би Кинга» (2002, 2006) . 10-кратный лауреат премии Living Blues Awards. Введена в Зал славы музыки побережья Мексиканского залива (Техас) и Зал славы музыки Луизианы .  Стилистически её музыка всегда была в равной степени укоренена как в Техасе и Луизиане . 

## Биография
Марша Болл родилась в 1949 году в Ориндже в музыкальной семье, но росла в Винтоне, Луизиана. Её бабушка и тётя были пианистками и Марша Болл начала учиться играть в первом классе школы. Она в раннем возрасте проявила интерес к новоорлеанскому стилю игры на фортепиано и стала пробовать играть Фэтса Домино и Джеймса Букера, которых Марша Болл считает своими вдохновителями в игре на фортепиано; её вокальный стиль развивался под влиянием Ирмы Томас, которую она услышала впервые на концерте в 1962 году в Новом Орлеане . 
В 1960-х она училась в университете Луизианы, изучая английский язык, и в это время играла в блюз-роковой группе Gum. В 1970 году Марша Болл собралась переехать из Батон-Руж в Сан-Франциско, но в Остине, Техас у неё сломалась машина. Ожидая ремонта, она решила остаться в Остине. Вскоре она уже выступала с группой Freda and the Firedogs, игравшую прогрессив-кантри, которая в 1972 году записала, но не выпустила альбом из-за разногласий с лейблом, он был выпущен лишь в 2002 году . В то же время она открыла для себя Профессора Лонгхейра и сочла, что свой стиль она нашла. В 1974 году группа распалась и Марша Болл начала сольную карьеру, создав группу Marcia and the Misery Brothers, впоследствии переименованную в Marcia Ball Band и гастролируя по Югу уже за пределами Техаса и Луизианы. В 1977 году выпустила кантри-альбом Circuit Queen на Capitol Records, но он не имел особого успеха. В 1978 году впервые выступила на престижном фестивале джаза в Новом Орлеане.  
В середине 1980-х Марша Болл заключила контракт с Rounder Records, на которой записывалась до конца 1990-х. Первый альбом Soulful Dress содержит такие примечательные треки, как заглавная песня, в котором играет Стиви Рэй Вон, балладу Лаверны Бейкер «Soul on Fire» и песню Чака Берри «Eugene». Альбом получил тёплые отзывы. Следующий альбом Hot Tamale Baby был смесью традиционного блюза и ритм-энд-блюза без заметного влияния кантри. Gatorhythms 1989 года включает в себя оригинальные баллады, написанные Маршей Болл, и немного рок-н-ролла старой школы. В 1990 году она выпустила Dreams Come True  в сотрудничестве с певицами Лу Энн Бартон и Анджелой Стрели. После нескольких лет гастролей по Соединённым Штатам и Европе со своей собственной группой Марша Болл выпустила альбом Blue House. Альбом подчеркнул новое направление пианистки: она сочинила большинство песен в альбоме и впервые использовала акустическую гитару и мандолину. Её последний альбом на Rounder Sing It! 1998 года, записанный с  Ирмой Томас и Трейси Нельсон  был номинирован на Грэмми и на Blues Music Awards в номинации «Альбом современного блюза», а сама Марша Болл на звание лучшей исполнительницы современного блюза, причём дважды: самостоятельно и в составе с Томас и Нельсон. Начиная с 1995 года и вплоть по 2004 год Марша Болл ежегодно номинировалась на звание лучшей блюзовой пианистки, но это было время безраздельного господства Пайнтопа Перкинса, который неизменно становился лауреатом. Лишь после смерти Перкинса, Марша Болл в 2005 году стала лауреатом этой награды, к тому времени уже носившей имя Пайнотопа Перкинса; всего Марша Болл семь раз признавалась лучшей блюзовой пианисткой. 
Начиная с 2001 года Марша Болл регулярно записывается на Alligator Records, и первый же альбом, выпущенный под крылом этой компании был признан альбомом года  Blues Music Awards. 
Марша Болл выступает в основном на Юге США, в Остине и Новом Орлеане, но также играет на различных фестивалях по всему миру. 
Живёт в Остине, замужем, муж Гордон Фаулер, ресторатор и художник. 
Rolling Stone отозвался о творчестве Марши Болл: «Бесшабашный, игривый, весёлый блюз и интимные, задумчивые баллады… её песни наполнены эмоциональной глубиной» .
Billboard: «Болл — убийственный пианист, великолепный певец и автор песен. Интенсивный блюз, сладкий зайдеко, душевный, быстрый и яростный техасский буги… сердечный, мощный и безупречный» .
The New York Times: «Марша Болл играет новорлеанский баррелхаус на ковбойском пианино и поёт хриплым, знающим голосом обо всех неприятностях, в которые мужчины и женщины могут попасть на пути к хорошему времяпрепровождению»
«Хорошо зарекомендовавшая себя на музыкальной сцене Остина, Техас, пианистка и певица Марша Болл исполняет жгучий, проникновенный ритм-энд-блюз в стиле Луизианы и Техаса…Частично Джеймс Букер и частично Профессор Лонгхейр, со знойной, блюзовой подачей вокала в духе Ти-Боуна Уокера» 

## Дискография
- 1972: Freda and the Firedogs (записан на Atlantic Records, выпущен в 2002 году)
- 1978: Circuit Queen (Capitol)
- 1984: Soulful Dress (Rounder)
- 1985: Hot Tamale Baby (Rounder)
- 1989: Gatorhythms (Rounder)
- 1990: Dreams Come True (Antone's Record Label)
- 1994: Blue House (Rounder)
- 1997: Let Me Play With Your Poodle (Rounder)
- 1998: Sing It! (Rounder) (c Трейси Нельсон  и Ирмой Томас)
- 2001: Presumed Innocent (Alligator Records)
- 2003: So Many Rivers (Alligator)
- 2004: Live at Waterloo Records (Alligator)
- 2005: Live! Down The Road (Alligator)
- 2007: JazzFest Live (MunckMusic\Munck)
- 2008: Peace, Love & BBQ (Alligator)
- 2011: Roadside Attractions (Alligator)
- 2014: The Tattooed Lady & The Alligator Man (Alligator)
- 2018: Shine Bright (Alligator)